# Конвенционално ратовање
Конвенционално ратовање (енгл. conventional warfare) је облик ратовања који се води употребом конвенционалног оружја и тактике на бојном пољу између две или више држава у отвореном сукобу. Снаге на свакој страни су добро дефинисане и боре се користећи оружје које првенствено циља противничку војску. Обично се бори конвенционалним оружјем, а не хемијским, биолошким или нуклеарним оружјем.
Општа сврха конвенционалног рата је ослабити или уништити противничку војску, негирајући тако њену способност да се укључи у конвенционално ратовање. Међутим, у присиљавању на капитулацију, једна или обе стране могу на крају прибећи неконвенционалним тактикама ратовања.

## Распрострањеност
Сви историјски и већина модерних ратова вођена је средствима конвенционалног ратовања. Потврђена употреба биолошког рата од стране националне државе није се догодила од 1945. године, а хемијско ратовање је коришћено само неколико пута (последња позната конфронтација у којој је коришћено је Ирачко-ирански рат). Нуклеарни рат се догодио само једном, када су Сједињене Државе бомбардовале јапанске градове Хирошима и Нагасаки августа 1945.

## Опадање
Конвенционално ратовање достигло је свој врхунац у Другом светском рату, који је уједно и поставио темеље за његово пропадање услед нуклеарног наоружања и манифестације културно усклађених сукоба. Нуклеарна бомба била је резултат напора држава за превласт у наоружању. Чини се да је овакав развој догађаја коначно потиснуо конвенционални сукоб између држава у страну. Да су се две конвенционалне војске бориле, губитник би имао последње средство у свом нуклеарном арсеналу.
Дакле, ниједан пар нуклеарних сила још се није борио у конвенционалном рату директно, с изузетком две кратке препирке између Кине и Русије у 1969. и између Индије и Пакистана у 1999. (Каргилски рат).

## Замена
Изумом нуклеарног оружја, концепт отвореног рата носи перспективу глобалног уништења, и као такви сукоби од Другог светског рата по дефиницији су „сукоби ниског интензитета”,  типично у облику "ратова преко посредника" вођених унутар локалних и регионалних граница, користећи оно што се данас назива "конвенционалним оружјем", обично се комбинује са коришћењем асиметричних тактика ратовања и неконвенционалним ратовањем.
Самјуел Хантингтон је сматрао да свет у раном 21. веку постоји као систем девет различитих „цивилизација”, уместо мноштва суверених држава. Ове цивилизације су оцртане по културним линијама (на пример, западна, исламска, кинеска, хиндуистичка, будистичка итд). На овај начин, културе које су већ дуго доминиране Западом се поново успостављају и настоје да оспоре статус кво. Стога је култура заменила државу као локус рата. Ова врста цивилизацијског рата, у наше време као и у давно прошло време, догађа се тамо где се те културе међусобно сучељавају. Неки од важних примера су сукоб у Пакистану/Индији или битке у Судану. Ова врста рата је дефинисала поље од Другог светског рата. Те се културне снаге не супротстављају државним армијама на традиционалан начин. Када се суочи са батаљонима тенкова, млазњака и ракета, културни противник се раствара у популацији. Они имају користи од територијално ограничених држава, уколико се могу слободно кретати из једне земље у другу, док државе морају да преговарају са другим сувереним државама. Државне шпијунске мреже су такође озбиљно ограничене овом мобилношћу која није ограничена државним границама.